# Варениця Євген Терентійович
Євген Терентійович Варениця (7 жовтня 1912, Мізоч, Волинська губернія (нині — смт у Здолбунівському районі Рівненської області) — 4 березня 2002) — доктор біологічних наук (1959), професор (1960), член-кореспондент ВАСГНІЛ (1964).

## Навчання
У 1937 р. Є.Варениця закінчив Московську сільськогосподарську академію імені К. А. Тімірязєва.

## Трудова діяльність
У 1937—1939 рр. Є.Варениця працював на посаді агроном-інспектор Головного сортового управління Наркомзему СРСР. У 1939—1941 рр. — старший науковий співробітник, завідувач групою озимих культур Миронівської селекційно-дослідної станції Київської області.
У 1941—1945 рр. Є.Варениця працював у Головному сортовому управлінні Наркомзему СРСР старшим агрономом, заступником начальника (з 1944 р.) відділу Держселекстанцій. У 1945—1948 рр. — заступник директора з наукової частини Миронівської селекційно-дослідної станції. У 1948—1950 рр. — начальник відділу Держселекстанцій Головного сортового управління Наркомзему СРСР.
У 1950—1993 рр. Є.Варениця працював у Зональному НДІ зернового господарства Нечорноземної смуги (Московська область) завідувачем лабораторією селекції озимої пшениці, заступником директора з наукової роботи (з 1951), директором (1954—1960 рр.), завідувачем відділу біології та селекції озимої пшениці (з 1960 р.).

## Наукова діяльність
Є.Варениця проводив селекційні роботи по озимій пшениці і чумизі, вивів ряд високоврожайних сортів. Районировано і впроваджено у виробництво 5 сортів озимої пшениці та 1 сорт чумизи. Досягненням вітчизняної селекції є озима пшениця Зоря: сорт поєднує високу продуктивність, підвищену зимостійкість, імунітет до твердої сажки та екологічну пластичність.
Автор близько 200 наукових праць.

### Вибрані праці
- Чумиза: Биология, селекция и агротехника. — М.: Сельхозгиз, 1958. — 431 с.
- Рациональная система ведения сельского хозяйства в центральных районах Нечерноземной полосы. — М.: Сельхозгиз, 1960. — 120 с.
- Методы, результаты и перспективы работ по созданию высокопродуктивных сортов озимой пшеницы для Нечернозёмной полосы. — М.: Колос, 1974. — 98 с.

## Нагороди
- Заслужений діяч науки Російської Федерації (1993)[1]
- дев'ять медалей СРСР і Російської Федерації;
- п'ять медалей ВДНГ.